# El ojo de la aguja
El ojo de la aguja (Eye of the Needle) es una película británica de espionaje dirigida por Richard Marquand y protagonizada por Donald Sutherland y Kate Nelligan. Basada en la novela La isla de las tormentas, de Ken Follett, la película narra la peripecia de un espía alemán en Inglaterra durante la Segunda Guerra Mundial, que descubre información vital sobre la próxima invasión del Día D. En su intento de volver a Alemania con la información, viaja a la aislada isla Tormenta, frente a la costa de Escocia, para encontrarse con un submarino, pero sus planes se ven frustrados por un residente joven.

## Argumento
Un hombre que se hacía llamar Henry Faber es en realidad un espía alemán apodado "la Aguja" a causa de su método preferido de asesinato, el estilete. Es un sociópata frío y calculador, sin emoción, que se centra en la tarea en cuestión, ya fuese la tarea dar señales a un submarino o destripar a un testigo para evitar la exposición.
Faber ha obtenido en Inglaterra información crítica sobre los planes de invasión aliados. Tratando de llegar a Alemania, queda varado por una feroz tormenta en la isla Tormenta, ocupada solamente por una mujer llamada Lucy (Kate Nelligan), su marido discapacitado David, su hijo y su pastor, Tom. Se desarrolla un romance entre la mujer y el espía, debido a un distanciamiento entre Lucy y su marido, cuyo accidente le ha hecho que quede paralizado también emocionalmente.
Cuando David descubre la verdadera identidad de su invitado, sobreviene una lucha que termina con la  muerte de David. Posteriormente, Lucy se da cuenta de que su amante ha estado mintiendo después de que ella ocasiones sobre el cadáver de su marido. "La Aguja" debe llegar a la radio de Tom para reportar a sus superiores la ubicación exacta de la invasión del Día D. Lucy es la última oportunidad de los aliados. Él se resiste a hacerle daño, pero ella no tiene tantos reparos y le dispara mientras trata de escapar en un barco.
El material de archivo adicional cuenta las actividades de Faber cuatro años antes, y del accidente de David, mientras que otro final muestra a Lucy recibiendo ayuda de la inteligencia británica.

## Reparto
- Donald Sutherland como Henry Faber.
- Kate Nelligan como Lucy Rose.
- Stephen MacKenna como el teniente.
- Christopher Cazenove como David Rose.
- Philip Martin Brown como Billy Parkin.
- George Belbin como el Padre de Lucy.
- Faith Brook como la Madre de Lucy.
- Barbara Graley como la Madre de David.
- George Lee como Constable.
- Arthur Lovegrove como Peterson.
- Colin Rix como Oliphant.
- Barbara Ewing como la señora Garden.
- Patrick Connor como Inspector Harris.
- David Hayman como Canter.
- Ian Bannen como Inspector Godliman.
- Alex McCrindle como Tom.
- John Bennett como Kleinmann.
- Sam Kydd como Lock Guardián.
- Juan Pablo como Guardia Capitán.
- Bill Nighy como el líder del escuadrón Blenkinsop.
- Jonathan y Nicholas Haley] como (gemelos) Joe (hijo de David y Lucy).
- Allan Surtees como el coronel Terry.

## Producción
Las escenas de la isla Tormenta fueron filmadas durante ocho semanas en la isla de Mull, en las islas Hébridas Interiores. Algunos lugares fueron filmados en el Aeropuerto Blackbushe, en Yateley.

## Recepción
Roger Ebert dijo que «admiraba la película», afirmando que «no se parece en nada a las pesimistas, perseverantes, con silencio horrible, y a veces sombrías películas de guerra divertidas que antes se hicieron en la industria cinematográfica británica, cuando hubo una industria cinematográfica británica». En Rotten Tomatoes, el 85% de los críticos dio a la película críticas positivas.

## Anacronismos
El vehículo DKW Munga mostrado en la isla no se construyó hasta 1956. El helicóptero Sikorsky Dragonfly que se muestra brevemente hacia el final de la película no voló hasta 1947, por lo que es también un anacronismo, dado que la película está ambientada antes de la invasión de Normandía en 1944, 